# ディス・イヤーズ・モデル
ディス・イヤーズ・モデル(This Year's Model)は、1978年発表のエルヴィス・コステロ&ジ・アトラクションズのアルバム。全英4位を記録した。
『ローリング・ストーン』誌が選んだ「歴代最高のアルバム500選」において121位に選ばれている。

## 解説
エルヴィス・コステロにとって2枚目のアルバムとなる本作は、デビュー後バック・バンドとして結成された「ジ・アトラクションズ」との初のアルバム。メンバーはドラムに元チリ・ウィリ&ザ・レッド・ホット・ペッパーズのピート・トーマス、ベースに元クイヴァーのブルース・トーマス、キーボードは王立音楽院卒のスティーヴ・ナイーヴの3人。
レコード・カバーではコステロ単独名義だが、レコード・レーベルではエルヴィス・コステロ&ジ・アトラクションズとクレジットされている。
収録曲の大半は'77年のライヴで演奏されており、年末から年始にかけての11日間で録音された。
2枚目にして早くもレコード会社を移籍し（北米を除く）、WEA内に作られたRADERSCOPEからリリースされた。
イギリスでは1978年3月、アメリカでは5月リリース。
イギリス盤アルバムの初回版には7"シングルが付属し、1stアルバムのアウトテイク「Stranger In The House」と1977年のライヴから「Neat, Neat, Neat」（ダムドのカバー）の2曲が収録されていた。
アルバム・カバー両面とインナー・スリーヴの写真はイギリス、アメリカ、スウェーデンで別のものが使われていた。更にイギリス初版は印刷ミスのように故意にずれていた。本来のデザインになるのは1980年F-BEATレーベルの再発盤から。
先行シングルは「(I Don't Want to Go to) Chelsea」で、2ndシングルは「Pump It Up」。「Pump It Up」のB面に収録された「Big Tears」にはザ・クラッシュのミック・ジョーンズがギターで参加している。
「Radio Radio」はイギリス盤アルバム未収録で、アメリカに遅れる事7月にシングルとしてリリースされた。
レコーディング中の仮タイトルは「ガールズ・ガールズ・ガールズ」だった。

## 収録曲
1. ノー・アクション - No Action
2. ジス・イヤーズ・ガール - This Year's Girl
3. ビート - The Beat
4. パンプ・イット・アップ - Pump It Up
5. 小さな引き金 - Little Triggers
6. オレのお前 - You Belong to Me
7. ハンド・イン・ハンド - Hand in Hand
8. チェルシー - (I Don't Want to Go to) Chelsea（アメリカ版を除く）
9. リップ・サービス - Lip Service
10. 天国の生活 - Living in Paradise
11. 流行のリップスティック - Lipstick Vogue
12. ナイト・ラリー - Night Rally（アメリカ版・日本版を除く）
13. レイディオ、レイディオ - Radio Radio（アメリカ版のみ）
14. ウォッチング・ザ・ディテクティヴズ - Watching The Detectives（日本版・スウェーデン版のみ）

### ボーナス・トラック (1993 Rykodisc)
1. レイディオ、レイディオ - Radio Radio
2. ビッグ・ティアーズ - Big Tears
3. クローリング・トゥ・ザ・USA - Crawling to the USA
4. ランニング・アウト・オブ・エンジェルズ(デモ・バージョン) - Running Out of Angels (Demo version)
5. グリーン・シャツ(デモ・バージョン) - Greenshirt (Demo version)
6. ビッグ・ボーイズ(デモ・バージョン) - Big Boys (Demo version)

### ボーナス・トラック (2002 Rhino)
1. レイディオ、レイディオ - Radio Radio
2. ビッグ・ティアーズ - Big Tears
3. クローリング・トゥ・ザ・USA - Crawling to the USA
4. ランニング・アウト・オブ・エンジェルズ(デモ・バージョン) - Running Out of Angels (Demo version)
5. グリーン・シャツ(デモ・バージョン) - Greenshirt (Demo version)
6. ビッグ・ボーイズ(デモ・バージョン) - Big Boys (Demo version)
7. ユー・ビロング・トゥ・ミー - You Belong to Me (Capital Radio version)
8. レディオ、レディオ - Radio Radio (Capital Radio version)
9. ニート・ニート・ニート - Neat Neat Neat (Brian James) (Live)
10. ローデット・ソング - Roadette Song (Ian Dury, Russell Hardy) (Live)
11. ディス・イヤーズ・ガール - This Year's Girl (Alternate Eden Studios version)
12. チェルシー  - (I Don't Want to Go to) Chelsea (Basing Street Studios version)
13. ストレンジャー・イン・ザ・ハウス - Stranger in the House (BBC version)

### デラックス・エディション ボーナス・トラック (2008 HIP-O)
B-sides, demos, live tracks, alternates, etc.:
1. レイディオ、レイディオ - Radio Radio
2. ビッグ・ティアーズ - Big Tears
3. クローリング・トゥ・ザ・USA - Crawling to the USA
4. タイニー・ステップス - Tiny Steps
5. ランニング・アウト・オブ・エンジェルズ(デモ・バージョン) - Running Out of Angels (Demo version)
6. グリーン・シャツ(デモ・バージョン) - Greenshirt (Demo version)
7. ビッグ・ボーイズ(デモ・バージョン) - Big Boys (Demo version)
8. ニート・ニート・ニート - Neat Neat Neat (Brian James) (Live)
9. ローデット・ソング - Roadette Song (Ian Dury, Russell Hardy) (Live)
10. ディス・イヤーズ・ガール - This Year's Girl (Alternate Eden Studios version)
11. チェルシー  - (I Don't Want to Go to) Chelsea (Basing Street Studios version)

Disc 2:
Live At The Warner Theatre, Washington, DC, February 28, 1978:
1. Pump It Up
2. Waiting For The End Of The World
3. No Action
4. Less Than Zero (Dallas Version)
5. The Beat
6. (The Angels Wanna Wear My) Red Shoes
7. (I Don't Want To Go To) Chelsea
8. Hand In Hand
9. Little Triggers
10. Radio, Radio
11. You Belong To Me
12. Lipstick Vogue
13. Watching The Detectives
14. Mystery Dance
15. Miracle Man
16. Blame It On Cain
17. Chemistry Class

## プレイヤー
- Elvis Costello – ギター、ボーカル
- Steve Nieve – ピアノ、オルガン
- Bruce Thomas – エレクトリックベース
- Pete Thomas – ドラムス